# Disconeura peculiaris
Disconeura peculiaris là một loài bướm đêm thuộc phân họ Arctiinae, họ Erebidae.